# الکسیس تگزاس
الکسیس تگزاس (به انگلیسی: Alexis Texas) بازیگر پورنوگرافی آمریکایی است. او حرفهٔ خود در فیلم‌های پورنو را از سال ۲۰۰۶، در سن ۲۱ سالگی آغاز کرد.
در سال ۲۰۲۰، تگزاس با استناد به تعداد فالورهای اینستاگرام خود که حدود ۳٫۸ میلیون نفر بود، به عنوان یکی از «محبوب‌ترین فعالان پورنو» معرفی شد.

## زندگی‌نامه
تگزاس دارای تباری آلمانی، نروژی و پورتوریکویی است. وی اوان زندگی خود را در کسترویل، تگزاس گذراند. الکسیس تگزاس در دانشگاه ایالتی تگزاس در رشته مراقبت‌های درمانی تنفسی مشغول تحصیل شد و توانست به مدرک کاردانی دست یابد. در دوران کارش در یک رستوران بود که نخستین بار و در ۲۱ سالگی پیشنهاد بازی در صنعت فیلم‌های بزرگسالان به او پیشنهاد شد.

## حرفه

### پورنوگرافی
اولین نقش‌آفرینی تگزاس در کنار جک ونیس در فیلم تور کالج آماتورها در تگزاس، ساختهٔ شرکت فیلم‌سازی شینز ورلد بود، پس از آن در فیلم‌های بسیاری از بنگ برادرز در فلوریدا ظاهر شد. سپس به لس آنجلس نقل مکان کرد و در مارس ۲۰۰۷ در چند صحنه برای آژانس مدلینگ ال‌ای دایرکت بازی کرد. در فوریه ۲۰۰۸ فیلم کشف الکسیس تگزاس (به انگلیسی: Discovering Alexis Texas) به کارگردانی هنرپیشهٔ فیلم‌های بزرگسالان بلادونا منتشر شد. یک سال بعد جایزه فیلم‌شب را از آن خود کرد. مجله جنسیس در آوریل ۲۰۰۹ تگزاس را روی جلد خود آورد، همان طور که مجله هاستلر نیز در سی و پنجمین سالگرد انتشارش در ژوئن ۲۰۰۹ چنین کرد، همچنین نسخه‌های بهترین‌های مجله هاستلر و هاستلر ایکس ایکس ایکس نیز تگزاس را به روی جلد خود بردند. در سال ۲۰۰۹ تگزاس تارنمای شخصی خود را نیز راه‌اندازی کرد. وب‌سایت شخصی او به عنوان «سایت برتر سال» برنده جایزه ایکس‌بیز شد.
در سال ۲۰۱۰ توسط مجلهٔ ماکسیم به‌عنوان یکی از «۱۲ ستاره زن برتر پورن» انتخاب شد. در سال ۲۰۱۳ او یکی از ۱۶ بازیگر فیلم مستند تحریک‌شده (Aroused) ساختهٔ دبورا اندرسون بود.

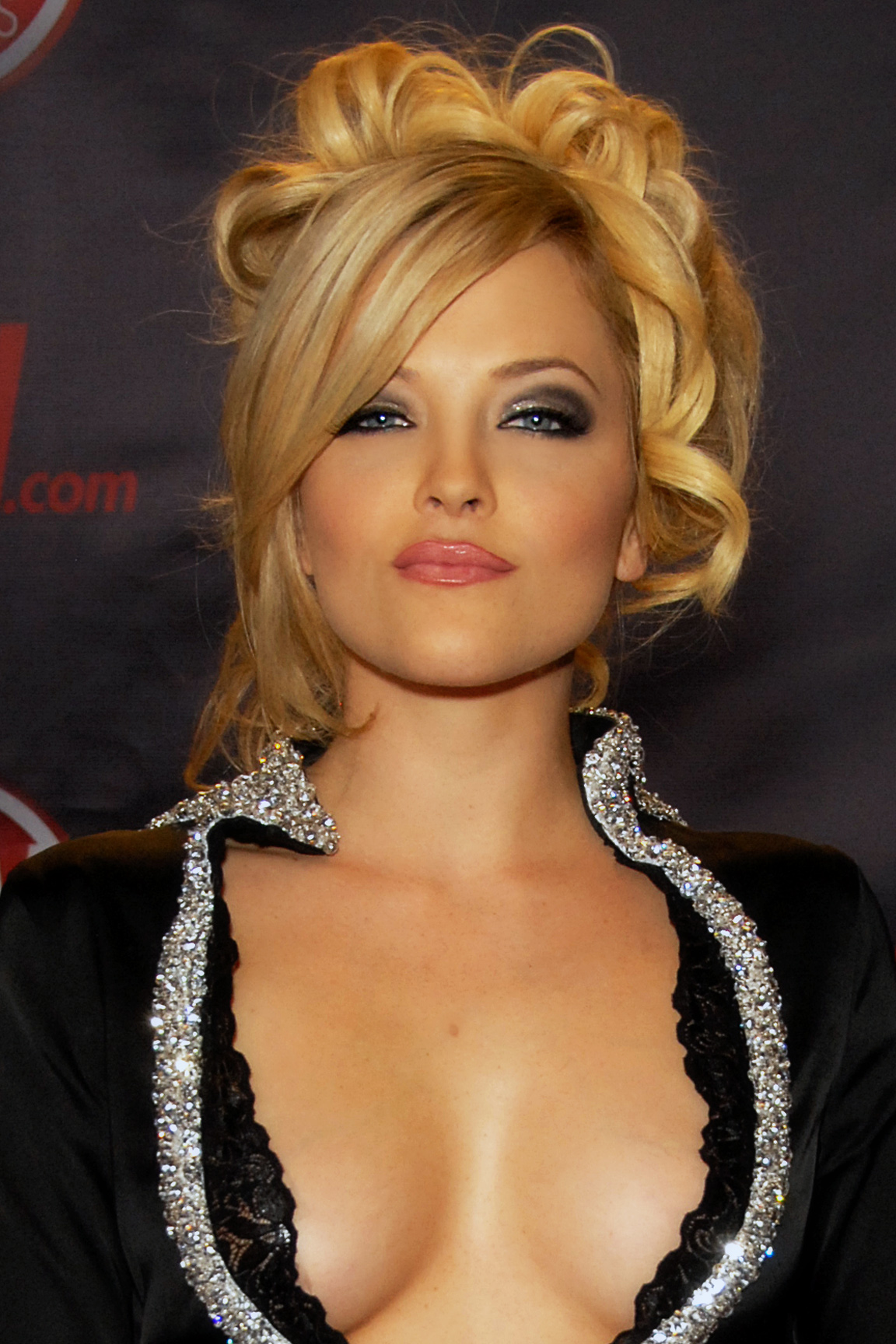
سال ۲۰۱۰ در نمایشگاه جوایز AVN در لاس وگاس
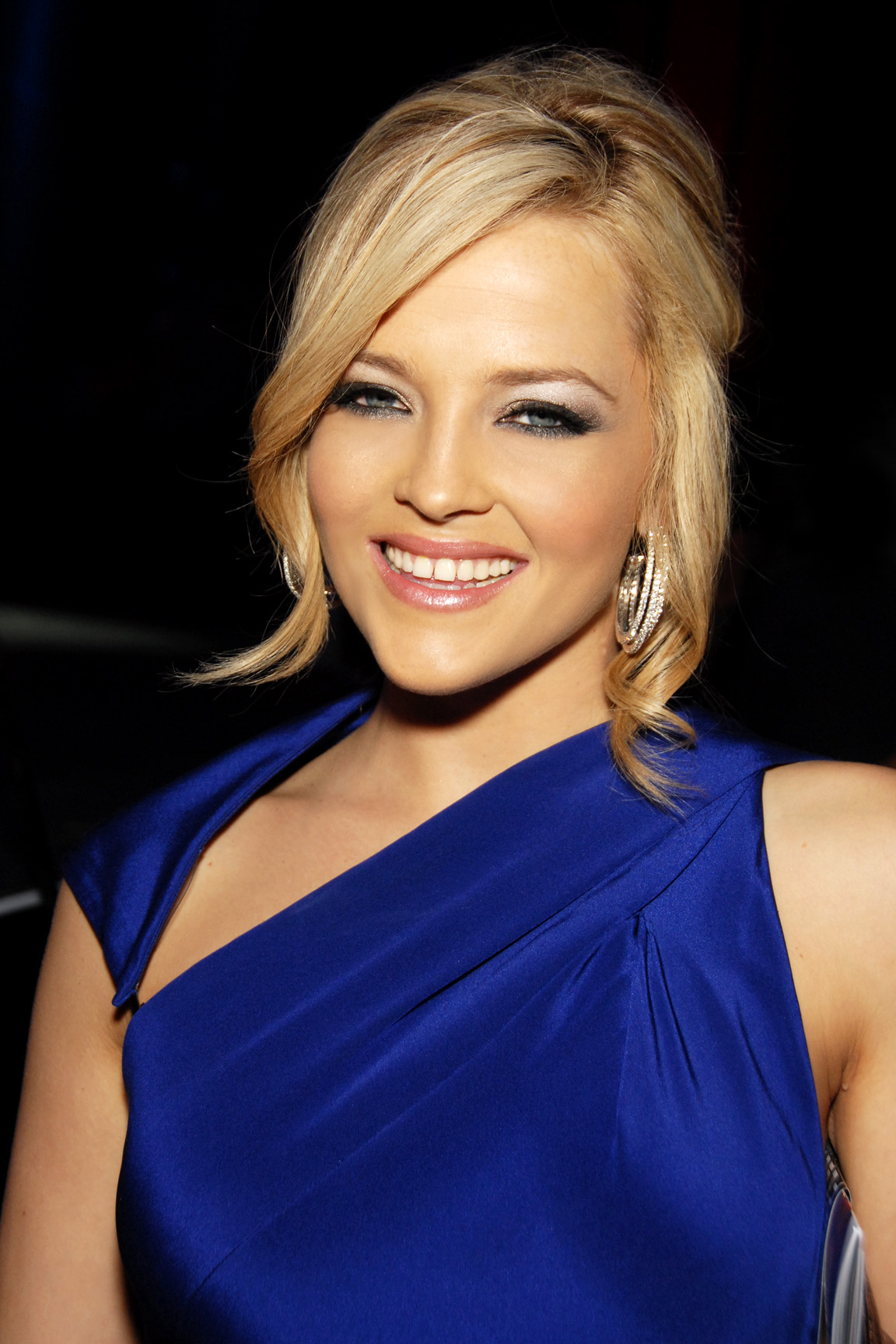
سال ۲۰۱۱
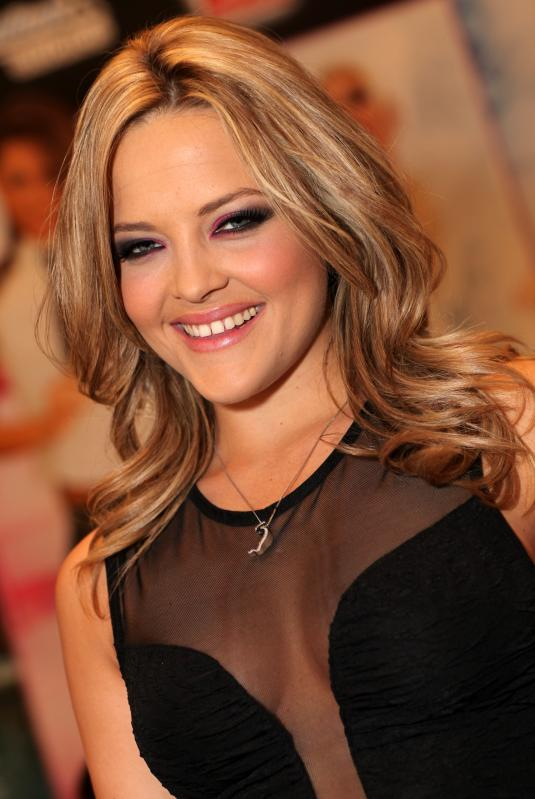
سال ۲۰۱۳ در هتل و کازینو هارد راک، لاس وگاس

### جریان اصلی سینما و کارگردانی
در سال ۲۰۱۱، تگزاس در فیلم ترسناک کمدی خون‌خواهی زامبی‌ها بازی کرد. بازی او به عنوان بازیگر نقش اول فیلم، نخستین اجرای وی در سینمای جریان اصلی بود. او همچنین در موزیک ویدئوی " باند او را می‌رقصاند " از رپر آمریکایی، جوسی جی در سال ۲۰۱۲ ظاهر شد. تا سال ۲۰۱۲، تگزاس در بیش از ۴۰۰ فیلم رده بزرگسالان ظاهر شده‌بود. در آن سال، او یک قرارداد انحصاری و یک ساله با شرکت آدام اند ایو امضا کرد. کتاب باسن گنده، که در سال ۲۰۱۰ منتشر شد، از او به عنوان مدل روی جلد استفاده کرد. در نقد و بررسی این کتاب، منتقد شهوانی تگزاس را "احتمالا مشهورترین باسن عصر حاضر در عرصه پورنو" قلمداد کرد. در سال ۲۰۱۳، وی یکی از ۱۶ بازیگری بود که در فیلم مستند تحریک شده دبورا اندرسون به تصویر کشیده‌شد، هالیوود ریپورتر در نقد فیلم مذکور، وی را به عنوان یک ستاره پورنوی "شناخته شده" توصیف کرد. روزنامه لس آنجلس تایمز با انتقاد از فیلم تحریک شده، نوشت: "طرفداران کمال‌گرای چنین اجرایی از جمله الکسیس تگزاس، کاتسونی و میستی استون تنها بینندگانی هستند که ممکن است این مستند را راضی‌کننده بدانند." او بعداً در فیلم کمدی رمانتیک دان جان به نویسندگی و کارگردانی جوزف گوردون-لویت در سال ۲۰۱۳ ظاهر شد. در سال ۲۰۱۴، اینترنشنال بیزینس تایمز او را در میان "محبوب‌ترین نام‌ها در صنعت بزرگسالان" قرار داد. مجله بهترین هاستلر دوباره از تصویر او به عنوان دختر روی جلد خود در سال ۲۰۱۴ استفاده کرد.
تگزاس در ژوئن ۲۰۱۵، با الگانت آنجل قراردادی انحصاری برای کارگردانی امضا کرد. اولین کارگردانی وی، آزمون باسن گنده، ماه بعد اکران شد. او در تمام صحنه‌های فیلم حضور داشت، سکانس‌هایی که پس از تقریباً دو سال وقفه در کارش، اجرا می‌کرد. تگزاس مجموعه‌ای را نیز کارگردانی کرد که شامل: آنیکا آلبرایت، آبلا دانجر، ای.جی. اپلگیت، کایشا گری و دنی دنیلز بود. او همچنین فیلم باتومن واقعی بازمی‌گردد را کارگردانی کرد که اولین صحنه گنگ بنگ دوران حرفه‌ای او محسوب می‌شد. تگزاس به عنوان میزبان مشترک جوایز ای‌وی‌ان ۲۰۱۵ انتخاب شد. او در سال ۲۰۱۶ یک قرارداد انحصاری بازیگری با الگانت انجل امضا کرد.

#### حضور در موزیک ویدئوی ایرانی
در اواخر سال ۱۳۹۹ شایعهٔ حضور او در موزیک‌ویدئو جدید ساسی مانکن، خوانندهٔ ایرانی، در شبکه‌های اجتماعی داغ شد. چند روز بعد شبکهٔ رادیو جوان با پخش تیزری از موزیک‌ویدئو تهران توکیو این اتفاق را تأیید کرد که با واکنش‌های مختلفی در رسانه‌ها روبرو شد.

## زندگی شخصی
تگزاس از سال ۲۰۰۸ تا ۲۰۱۳ با بازیگر پورنوگرافی مستر پیت ازدواج کرده بود.

## رسانه‌ای اجتماعی و گسترش حرفه
محقق مطالعات جنسیتی، کمیل نورکا در کتاب خود، جراحی زیبایی اندام جنسی زنانه، چاپ شده به سال ۲۰۱۸ میلادی، تگزاس را یکی از موفق‌ترین پورن استارهای دهه گذشته توصیف کرد. در همان سال، لیل یاتی، رپر آمریکایی با اشاره‌ای که در آهنگ کلوب قایقرانی به تگزاس داشت نام او را وارد فرهنگ مردمی کرد. افرادی چون کلویو والنتین، جنا فاکس، سمی سیکس، داوا فاکس، جید کلو، آنا اکس و زوئی مونرو تحت کارگردانی تگزاس در مجموعه فرشتگان زیبا نقش‌آفرینی کردند. هفته نامه لاس وگاس در سال ۲۰۱۹ نشان داد که تگزاس در نمایشگاه سرگرمی‌های بزرگسال ای‌وی‌ان مهمان مورد اقبال و «محبوب دائمی» بوده‌است. دیوید امو کوپ نویسنده کتاب مدیریت منابع انسانی در صنعت پورنو، با استناد به اینستاگرام ۳٫۸ میلیون نفری او، تگزاس را به عنوان محبوب‌ترین پورن استار حاضر معرفی می‌کند. در سال ۲۰۲۰ تگزاس بیان داشت چهار سال است که هیچ سکانسی را فیلمبرداری نکرده و در عوض بر روی توسعه حرفه خود و پادکستش «گپ‌وگفت خصوصی با الکسیس تگزاس» مترکز است. پادکست او در یوتیوب، پادکستس و Podbay.fmمنتشر شد. او در سال ۲۰۲۰ با نی-یو خواننده و تهیه‌کننده آمریکایی در پادکست خود مصاحبه‌ای داشت.

## جوایز و نامزدی‌ها
| سال  | جایزه          | دسته‌بندی                                                          | کار                                           | نتیجه    | ارجاعات |
| ---- | -------------- | ----------------------------------------------------------------- | --------------------------------------------- | -------- | ------- |
| ۲۰۰۸ | جایزه فیلم‌شب   | بهترین ستاره نوظهور (به انتخاب هوادارن                            | —                                             | برنده    | [ ۷ ]   |
| ۲۰۰۹ | جایزه ای‌وی‌ان   | جایزه ای وی ان برای بهترین عمکلرد سال در میان زنان                | —                                             | نامزدشده | [ ۳۱ ]  |
| ۲۰۰۹ | جایزه ای‌وی‌ان   | جایزه ای وی ان بابت بهترین ارائه تمام جنسیت‌ها                     | الکسیس تگزاس یک بات‌ومن است                    | برنده    |         |
| ۲۰۰۹ | جایزه XRCO     | بهترین ارائه گنزو                                                 | الکسیس تگزاس یک بات‌ومن است                    | برنده    |         |
| ۲۰۰۹ | جایزه ایکس بیز | XBIZ برای بهترین ارائه سال در بخش زنان                            | —                                             | نامزدشده | [ ۱۳ ]  |
| ۲۰۱۰ | جایزه ای وی ان | بهترین سکانس سکس گروهی (در کنار اوا آنجلا، تگان پرسلی، سانی لئون) | انحراف                                        | برنده    | [ ۳ ]   |
| ۲۰۱۰ | جایزه ای وی ان | بهترین سکانس زوجین (در کنار جانی سینز)                            | بهترین عملکرد سال ۲۰۱۰                        | نامزدشده |         |
| ۲۰۱۰ | جایزه F.A.M.E. | کون محبوب                                                         | —                                             | برنده    | [ ۶ ]   |
| ۲۰۱۱ | جایزه ای‌وی‌ان   | جایزه ای‌وی‌ان برای بهترین عملکرد سال زنان                          | —                                             | نامزدشده |         |
| ۲۰۱۱ | جایزه ای‌وی‌ان   | بهترین دختران برای سکانس تری‌سام (در کنار کریستینا رز وآشا آکیرا)  | بات‌ومن برابر زن هرزه                          | برنده    | [ ۴ ]   |
| ۲۰۱۱ | جایزه ای‌وی‌ان   | بهترین سکانس سکس گروهی (با کریستینا، گریس گلم و مایکل استفانو)    | بات‌ومن برابر زن هرزه                          | برنده    | [ ۴ ]   |
| ۲۰۱۱ | جایزه ای‌وی‌ان   | بهترین عملکرد (با ایوا آنجل)                                      | کارواش دختران                                 | برنده    | [ ۴ ]   |
| ۲۰۱۱ | جایزه فیلم شب  | بهترین عملکرد زنان (به انتخاب هواداران)                           | —                                             | برنده    | [ ۸ ]   |
| ۲۰۱۲ | جایزه فیلم شب  | بهترین کون (به انتخاب هواداران)                                   | —                                             | برنده    |         |
| ۲۰۱۲ | جایزه ای‌وی‌ان   | جایزه ای وی ان برای بهترین عملکرد زنانه سال                       | —                                             | نامزدشده |         |
| ۲۰۱۳ | جایزه ایکس‌بیز  | بهترین سایت سال                                                   | AlexisTexas.com                               | برنده    | [ ۵ ]   |
| ۲۰۱۳ | جایزه ای‌وی‌ان   | جایزه ای وی ان برای بهترین عملکرد زنانه سال                       | —                                             | نامزدشده |         |
| ۲۰۱۴ | جایزه ای‌وی‌ان   | داغ‌ترین کون (به انتخاب هواداران)                                  | —                                             | برنده    |         |
| ۲۰۱۴ | جایزه ایکس بیز | بهترین بازیگر نقش مکمل زن                                         | سوپرمن علیه مرد عنکبوتی: یک تقلید اکسل براونی | نامزدشده |         |
| ۲۰۱۴ | جایزه ایکس بیز | عملکرد زنانه سال                                                  | —                                             | نامزدشده |         |
| ۲۰۱۴ | جایزه ایکس بیز | بهترین سکانس تمام دختران                                          | با تگان پرسلی                                 | نامزدشده |         |
| ۲۰۱۴ | جایزه ایکس بیز | انتشار سال گونزو                                                  | خانم سیرناشدنی الکسیس تگزاس                   | نامزدشده |         |
| ۲۰۱۵ | جایزه ای‌وی‌ان   | داغ‌ترین کون (جایزه هواداران)                                      | —                                             | برنده    |         |
| ۲۰۱۵ | جایزه فیلم شب  | بهترین باسن (انتخاب هواداران)                                     | —                                             | برنده    |         |
| ۲۰۱۶ | جایزه ای‌وی‌ان   | بهترین سکانس سکس گروهی همه دختران (با آنجلا وایت & آنیکا آلبرایت) | آنجلا ۲                                       | برنده    |         |
| ۲۰۱۶ | جایزه ای‌وی‌ان   | افسانه‌ای‌ترین کون (جایزه هواداران)                                 | —                                             | برنده    |         |
| ۲۰۱۷ | جایزه ای‌وی‌ان   | افسانه‌ای‌ترین کون (جایزه هواداران)                                 | —                                             | برنده    |         |
| ۲۰۱۸ | جایزه ای‌وی‌ان   | افسانه‌ای‌ترین کون (انتخاب هواداران)                                | —                                             | برنده    |         |
| ۲۰۱۸ | جایزه فانی     | قهرمانانه‌ترین کون                                                 | —                                             | برنده    |         |
| ۲۰۲۰ | جایزه ای‌وی‌ان   | بهترین دختران سریال یا کانال                                      | سفر جاده‌ای الکسیس (کارگردان)                  | نامزدشده |         |